# Boisavia B-601L
Le Boisavia B.60 Mercurey est un avion quadriplace monomoteur construit dans les années 1950 et jusqu'en 1962 par Lucien Tieles et sa société Boisavia.
Le Mercurey est un monoplan classique à aile haute et train d’atterrissage fixe avec roulette de queue. Il était réalisé en tubes métalliques recouverts de toile. Il fut fabriqué en petit nombre et utilisé pour des rôles standards comme l'entrainement, le remorquage de planeurs, le tourisme et l'épandage aérien.
Un seul exemplaire est en état de vol de manière active en 2022. Le B601L « Mercurey » N°22, équipé a cette date d’un moteur Avco Lycoming O-360-A de 180 chevaux immatriculé F-BHVH, sortie de la chaine de fabrication en janvier 1957.

## Variantes

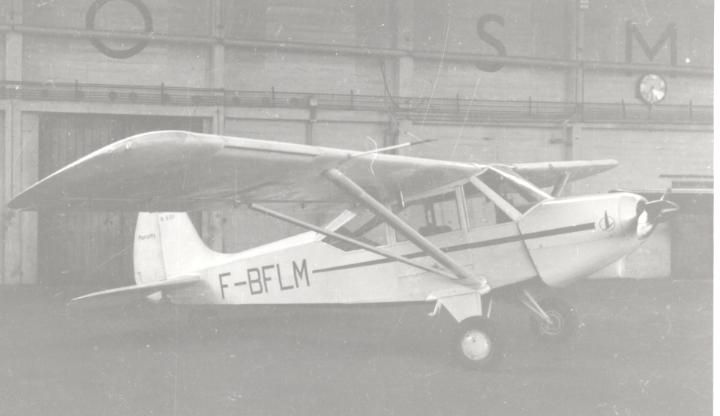
Boisavia B.601 Mercurey

B.60 Mercurey
3 prototypes propulsés par un moteur Renault 4P de 140 ch
B.601 Mercurey
Moteur Avco Lycoming O-435-1 de 140 ch (3 produits)
B.601L Mercurey
Principale version de production, équipée d'un moteur Avco Lycoming O-360-A de 180 ch (27 produits)
B.602 Mercurey
Moteur Continental E165-4 de 165 ch (2 produits)
B.602A
Moteur Continental O-470-11 de 213 ch
B.603 Mercurey Special
Version remorqueur de planeurs, équipée d'un moteur Salmson 8 As de 240 ch (5 produits)
B.604 Mercurey II
Version remorquage de planeurs avec fuselage allongé, équipée d'un moteur en étoile Salmson 9ABc de 230 ch (1 seul produit)
B.605 Mercurey
Similaire au B.60 Mercurey, équipée d'un moteur Regnier 4L-O2 (SNECMA 4L-02) de 170 ch (4 produits).
B.606 Mercurey
Moteur Regnier 4L-O0 (SNECMA 4L-00) de 170 ch (1 seul produit)

### Dans la fiction (B.D.)
Un Boisavia Mercurey (Matricule F-BIAL) figure en bonne place dans le premier opus de la série Les aventures de Lefranc déssinées par Jacques Martin intitulé La Grande Menace . Le Journaliste Lefranc , qui est aussi un pilote privé chevronné loue cet appareil pour repérer l'usine où le démoniaque Axel Borg (le "méchant" récurrent de la série) prépare un V1 revu et corrigé , pourvu d'une charge atomique destinée à détruire Paris, si le gouvernement ne se plie pas à un chantage à 3 milliards de francs.
L'appareil est impeccablement représenté, dans le plus pur style de la ligne claire franco-belge, survolant le Château du Haut Köeningsborg en Alsace, une planche d'une telle qualité qu'elle a été reproduite en affiche sur la plateforme des canons de ce monument très visité

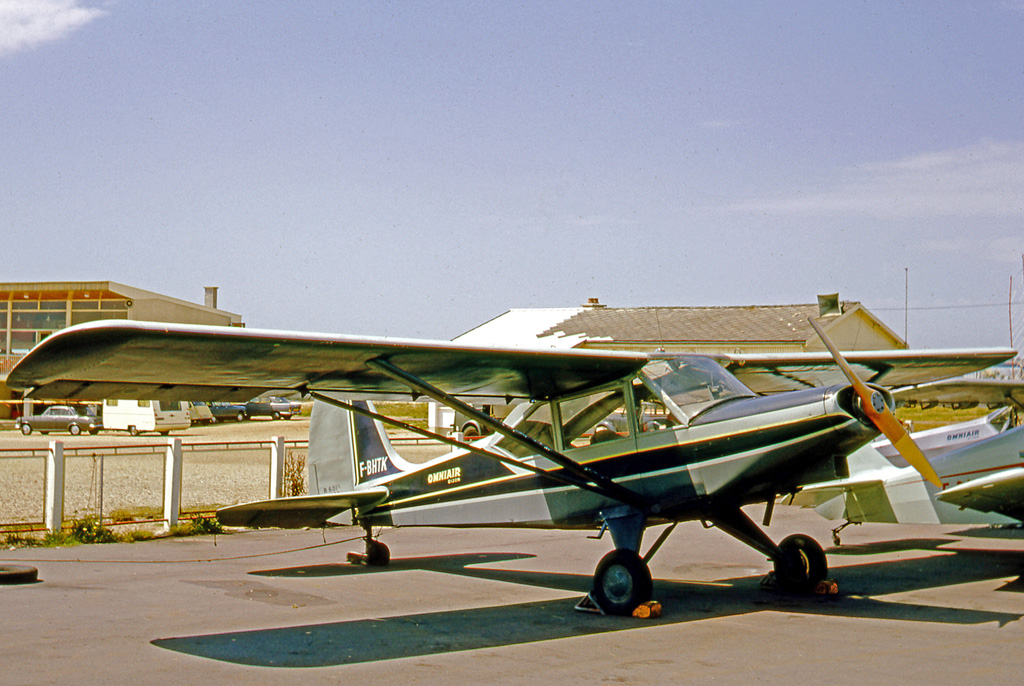
Boisavia B.601L